# Klemi Saban
Rahamin Saban (Netanya, Israel, 17 de febrero de 1980) es un exfutbolista israelí que jugaba de defensa. Actualmente es entrenador de Football Club Ashdod de la Liga Premier de Israel.

## Selección nacional
Ha sido internacional con la Selección de fútbol de Israel, ha jugado 25 partidos internacionales y ha anotado 1 gol.

## Clubes
| Club                      | País    | Año       |
| ------------------------- | ------- | --------- |
| Maccabi Netanya           | Israel  | 1999-2001 |
| Hapoel Tel Aviv FC        | Israel  | 2001-2004 |
| Hapoel Petah Tikva        | Israel  | 2004-2005 |
| Maccabi Haifa FC          | Israel  | 2005-2006 |
| Steaua de Bucarest        | Rumania | 2006-2007 |
| Maccabi Netanya           | Israel  | 2007-2010 |
| Maccabi Tel Aviv FC       | Israel  | 2010-2012 |
| Hapoel Be'er Sheva FC     | Israel  | 2012-2013 |
| Hapoel Acre Football Club | Israel  | 2013-2014 |

## Palmarés

### Campeonatos nacionales
| Título                 | Club               | País   | Año  |
| ---------------------- | ------------------ | ------ | ---- |
| Copa Toto              | Hapoel Tel Aviv FC | Israel | 2002 |
| Liga Premier de Israel | Maccabi Haifa FC   | Israel | 2006 |